# تود غريفيث
تود غريفيث هو لاعب هوكي الجليد كندي، ولد في 27 يناير 1985 في ويلاند في كندا.

## وصلات خارجية
- تود غريفيث على موقع دوري الهوكي الوطني (الإنجليزية)
- تود غريفيث على موقع EliteProspects.com (الإنجليزية)
- تود غريفيث على موقع HockeyDB.com (الإنجليزية)